# The Busyhead Tour
Il The Busyhead Tour è il primo tour di concerti del cantautore statunitense Noah Kahan, a supporto del suo primo album in studio, Busyhead.

## Scaletta
Questa scaletta è tratta dal concerto dell'11 aprile 2019, a Berlino. Non è, perciò, rappresentativa di tutti gli spettacoli del tour.
1. Passenger
2. False Confidence
3. Carlo's Song
4. Mess
5. Hurt Somebody
6. Young Blood

La scaletta è stata ampliata durante la tappa in Nord America. Questa scaletta è tratta dal concerto del 19 settembre 2019, a Dallas.
1. Hold It Down
2. Passenger
3. Hallelujah
4. Come Down
5. False Confidence
6. Cynic
7. Save Me
8. Please
9. Hurt Somebody
10. Sink
11. Carlo's Song
12. Tidal
13. Mess
14. Catastrophize
15. Young Blood

## Date
| Data              | Città            | Stato       | Luogo                         |
| Europa            | Europa           | Europa      | Europa                        |
| ----------------- | ---------------- | ----------- | ----------------------------- |
| 8 aprile 2019     | Monaco           | Germania    | Backstage Werk                |
| 10 aprile 2019    | Amburgo          | Germania    | Docks                         |
| 11 aprile 2019    | Berlino          | Germania    | Astra Kulturhaus              |
| 13 aprile 2019    | Amsterdam        | Paesi Bassi | Paradiso                      |
| 14 aprile 2019    | Bruxelles        | Belgio      | Ancienne Belgique             |
| 15 aprile 2019    | Londra           | Regno Unito | O2 Shepherd’s Bush Empire     |
| 16 aprile 2019    | Londra           | Regno Unito | O2 Shepherd’s Bush Empire     |
| 18 aprile 2019    | Glasgow          | Regno Unito | SWG3                          |
| 19 aprile 2019    | Manchester       | Regno Unito | O2 Ritz                       |
| 21 aprile 2019    | Dublino          | Irlanda     | Vicar Street                  |
| Nord America      |                  |             |                               |
| 19 settembre 2019 | Dallas           | Stati Uniti | The Granada Theater           |
| 20 settembre 2019 | Houston          | Stati Uniti | White Oak Music Hall          |
| 21 settembre 2019 | Austin           | Stati Uniti | Emo’s                         |
| 24 settembre 2019 | Indianapolis     | Stati Uniti | Deluxe at Old National Centre |
| 25 settembre 2019 | Nashville        | Stati Uniti | Cannery Ballroom              |
| 27 settembre 2019 | Atlanta          | Stati Uniti | Variety Playhouse             |
| 28 settembre 2019 | Asheville        | Stati Uniti | The Grey Eagle                |
| 29 settembre 2019 | Raleigh          | Stati Uniti | Lincoln Theatre               |
| 3 ottobre 2019    | New York         | Stati Uniti | Webster Hall                  |
| 4 ottobre 2019    | Boston           | Stati Uniti | Paradise Rock Club            |
| 7 ottobre 2019    | Washington, DC   | Stati Uniti | 9:30 Club                     |
| 8 ottobre 2019    | Filadelfia       | Stati Uniti | Union Transfer                |
| 10 ottobre 2019   | South Burlington | Stati Uniti | Higher Ground                 |
| 12 ottobre 2019   | Montreal         | Canada      | Corona Theatre                |
| 13 ottobre 2019   | Toronto          | Canada      | The Danforth Music Hall       |
| 15 ottobre 2019   | Detroit          | Stati Uniti | Majestic Theatre              |
| 17 ottobre 2019   | Madison          | Stati Uniti | Majestic Theatre              |
| 18 ottobre 2019   | Minneapolis      | Stati Uniti | First Avenue                  |
| 19 ottobre 2019   | Chicago          | Stati Uniti | House of Blues                |
| 22 ottobre 2019   | Englewood        | Stati Uniti | The Gothic Theatre            |
| 25 ottobre 2019   | Portland         | Stati Uniti | Wonder Ballroom               |
| 26 ottobre 2019   | Vancouver        | Canada      | The Commodore Ballroom        |
| 27 ottobre 2019   | Seattle          | Stati Uniti | Neumos                        |
| 30 ottobre 2019   | San Francisco    | Stati Uniti | August Hall                   |
| 1 novembre 2019   | Los Angeles      | Stati Uniti | The Fonda Theatre             |
| 2 novembre 2019   | San Diego        | Stati Uniti | House of Blues                |